# غوردون جونستون
غوردون جونستون (بالإنجليزية: Gordon Johnstone)‏ (9 فبراير 1885 بملبورن في أستراليا - 9 نوفمبر 1961) هو لاعب كريكت أسترالي. لعب مع فريق فكتوريا للكريكت.

## وصلات خارجية
- غوردون جونستون على موقع إي آس بي آن كريك إنفو (الإنجليزية)